# Gouffre du Paradis
Pour les articles homonymes, voir Paradis (homonymie).
Le Gouffre du Paradis est une cavité située dans la commune de Trépot dans le département français du Doubs. Il a été pendant longtemps le plus profond de Franche-Comté. Sa profondeur est de 215 m. Il est certainement une des cavités les plus difficiles et les plus dangereuses du massif jurassien. Il a aujourd'hui encore une très mauvaise réputation. Un accident mortel, en 1968, n'a fait que renforcer cette sinistre réputation.

## Découverte
Il est découvert en 1894 par Eugène Fournier, professeur à l'université de Besançon, à qui l'on doit la découverte de la plupart des cavités de Franche-Comté. En 1898 et 1899, Fournier effectue plusieurs expéditions qui lui permettent d'atteindre la profondeur de 90 m. Il dira plus tard « C’est sans doute par euphémisme que l’on a baptisé cette caverne grotte du Paradis, car avec ses galeries étroites et tortueuses, surplombant de dangereuses diaclases et agrémentées de distance en distance d’escarpements d’une grande hauteur, elle constitue une des explorations les plus pénibles et les plus dangereuses que l’on puisse imaginer. »
Il faut attendre 1930 pour voir la reprise des explorations. Ainsi Robert de Joly, doté d'un matériel plus moderne, parvient à atteindre la profondeur de 134 m. Mais l'exploration est interrompue par de violentes pluies. Il en est de même l'année suivante. Robert de Joly, qui ne revient plus dès lors dans le gouffre, le qualifie de « mauvais trou. »
C'est le Spéléo-club de Paris qui, en septembre 1936, pense avoir atteint le fond à 175 m ce qui en fait alors le gouffre le plus profond de Franche-Comté et le 4e de France. Il est aussi reconnu comme le plus difficile, toutes ces expéditions ayant beaucoup souffert surtout lors des remontées.
Eugène Fournier écrit : « Si un accident un peu sérieux arrivait à un des explorateurs, il serait matériellement impossible de le remonter à la surface. »
C'est malheureusement ce qui arrive en novembre 1968. Un jeune spéléologue inexpérimenté - Jacques Gouget, vingt-cinq ans - ne parvient pas à remonter. Dans la nuit du 2 au 3 novembre 1968, il meurt d'épuisement malgré les efforts de ses camarades et l'aide d'autres groupes spéléo venus en renfort. Il s'avère impossible de remonter le corps qui est laissé sur place. Le gouffre est muré jusqu'au 9 septembre 1974, date à laquelle le corps de Jacques Gouget est finalement remonté.
En 1989, l'Association spéléologique de la Côte-d'Or et des spéléologues dijonnais effectuent une désobstruction à la base du dernier puits à 175 m, là ou était parvenu le Spéléo-club de Paris. Puis, l'exploration des siphons terminaux permet d'atteindre la profondeur finale de 215 m,. En 2006 les siphons aval et amont sont replongés.